# Sennerei

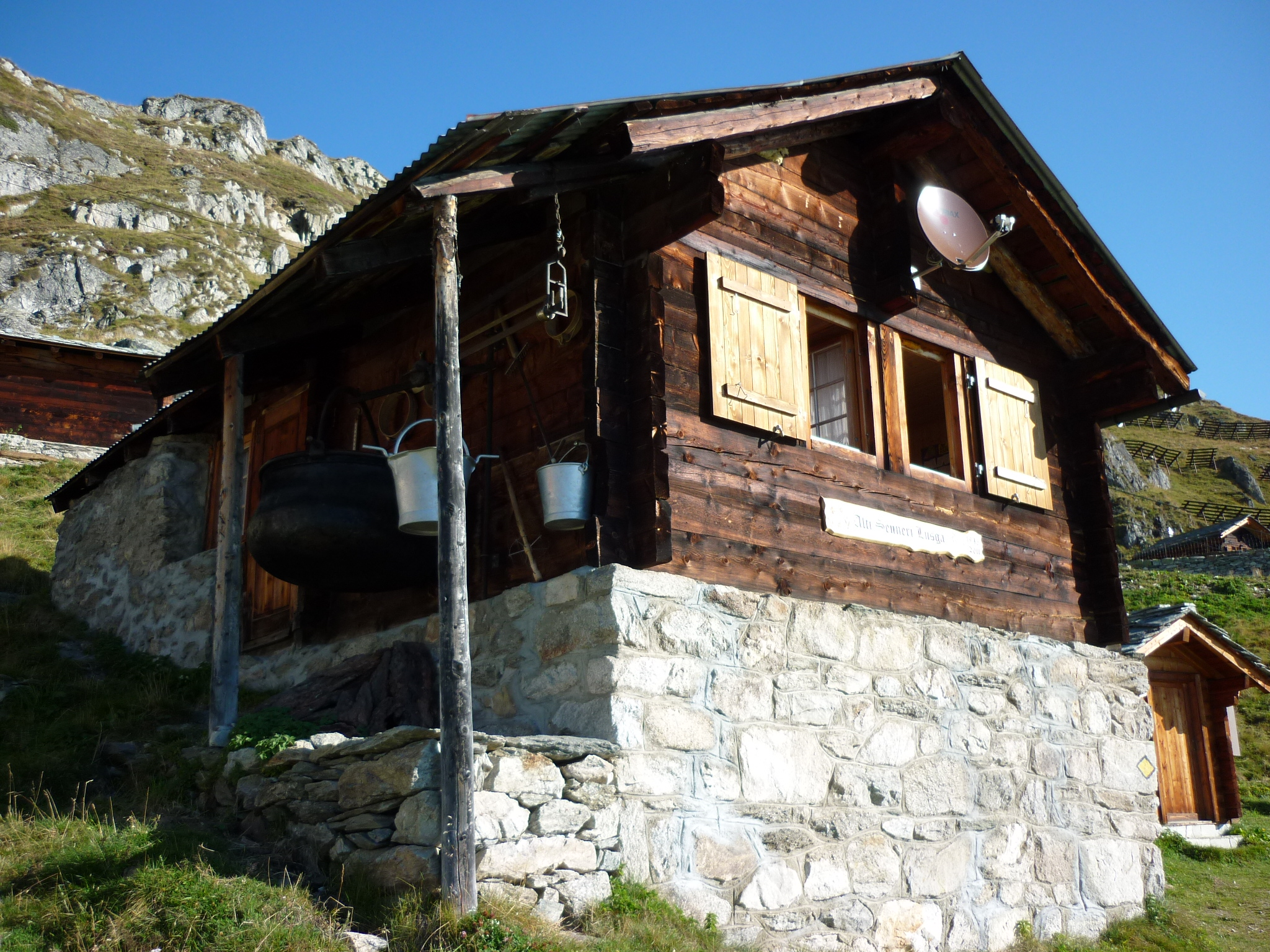
Alte Sennerei Belalp

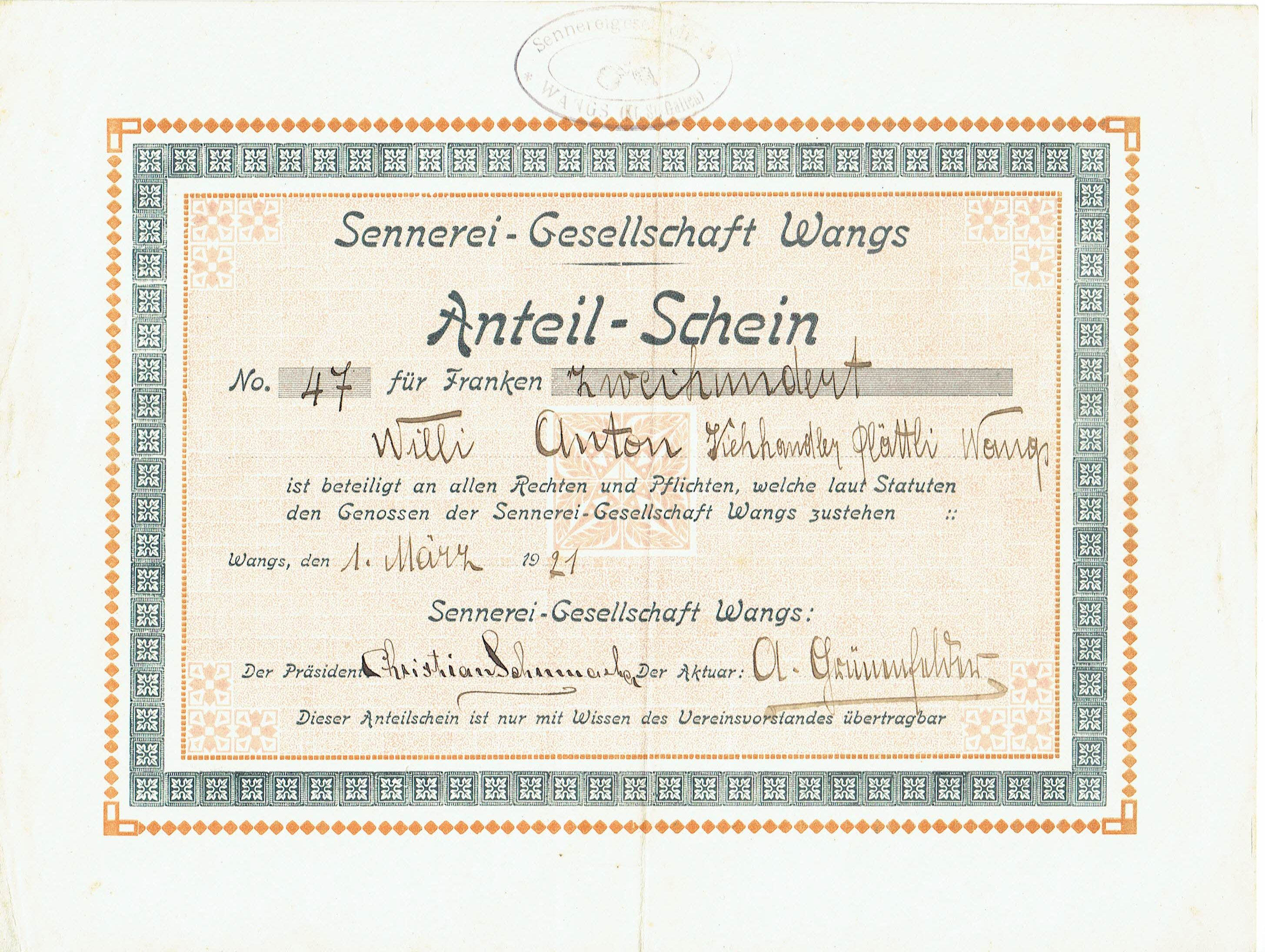
Anteilschein der schweizerischen Sennerei-Gesellschaft Wangs vom 1. März 1921

Eine Sennerei ist ein kleiner milchwirtschaftlicher Betrieb in den Alpen während des Sommers.

## Milchverarbeitung
In der Sennerei (auch Senntum genannt) wird vor Ort Milch zu Milchprodukten wie Käse, Butter, Buttermilch, Topfen, Joghurt weiterverarbeitet (versennt). Da die technischen Voraussetzungen zur Herstellung von Käse aus pasteurisierter Milch selten gegeben sind, handelt es sich sehr häufig um Rohmilchkäse. Eine Sennerei ist mit einer Molkerei vergleichbar. Allerdings ist die Sennerei in der Regel klein strukturiert. Vor allem im westlichen Teil von Österreich (Tirol, Vorarlberg) sind viele solcher kleinstrukturierten Molkereien anzutreffen. Es gibt einige Sennereien, die jährlich weniger als 1 Mio. Liter Milch versennen, also die Milch in die oben erwähnten Produkte veredeln.
Im alpinen Raum ist die Sennerei Teil des Sennhofs (veraltet Schwaighofs, auch Schweizerei) und des Almbetriebs.

## Geschichte
Die Almwirtschaft entstand als Folge der Transhumanz, d. h. des alljährlichen Auftriebs des Weideviehs (Schafe, Ziegen, Rinder) auf hochgelegene Weideflächen.